# Paco Montalvo

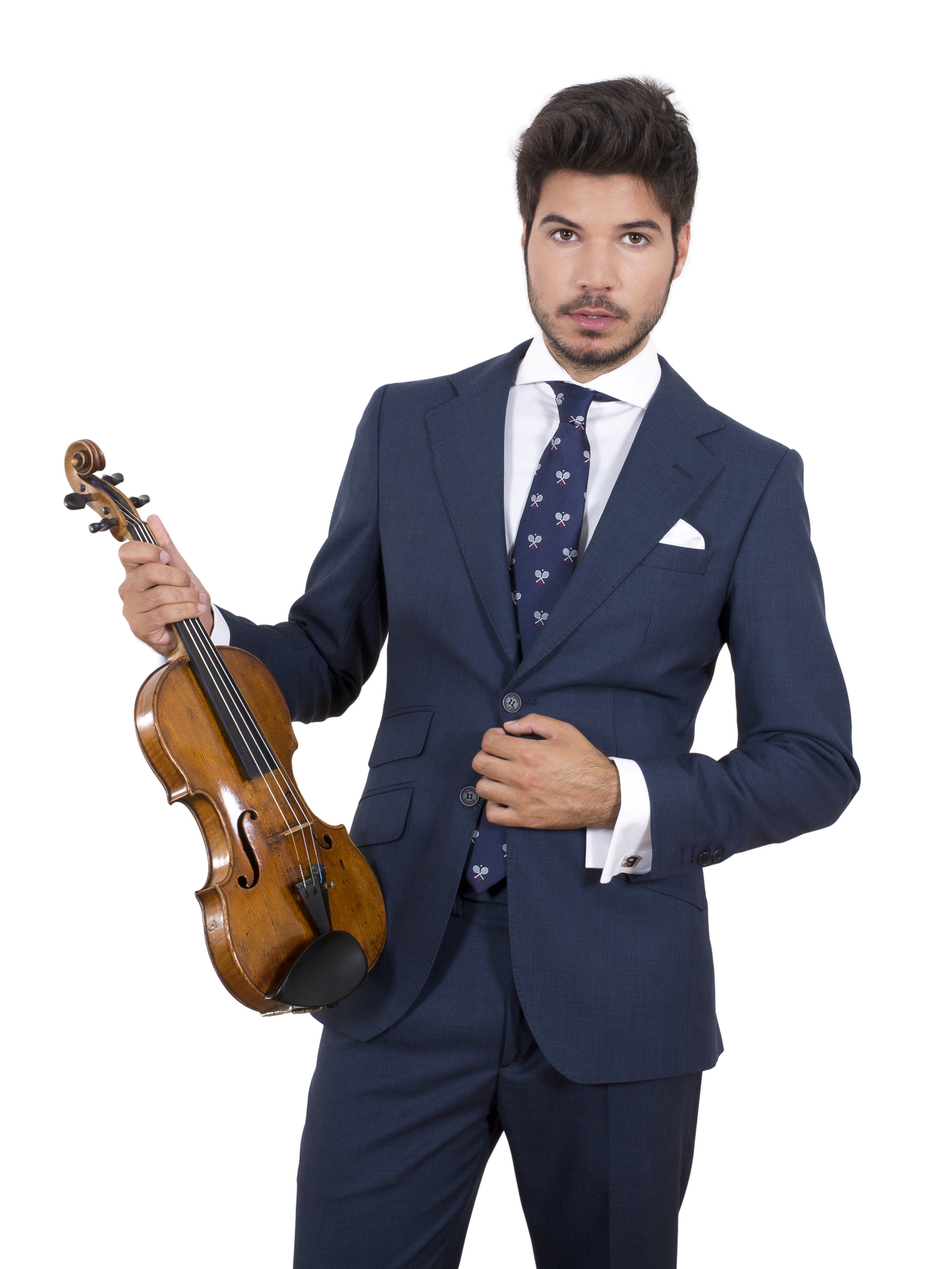
Paco Montalvo (2014)

Paco Montalvo (* 19. November 1992 in Córdoba) ist ein spanischer Geiger. Der jüngste Violinist, der im 21. Jahrhundert sein Debüt im Isaac Stern Auditorium der Carnegie Hall in New York gab.

## Leben
Paco Montalvo begann bereits im Alter von nur 11 Monaten unter Anleitung seines Vaters Geige zu spielen. Mit 16 Jahren schloss er seine Ausbildung am Musikkonservatorium in Córdoba mit Auszeichnung ab. Mit 18 Jahren war er einer der jüngsten Absolventen Europas. Seine Ausbildung ergänzte er an verschiedenen renommierten Hochschulen u. a. am Tschaikowsky Konservatorium in Moskau, dem Mozarteum in Salzburg, der University of North Carolina in Charlotte, der Escuela Superior de Música Reina Sofia in Madrid, der Stiftung Barenboim-Said in Spanien, der Prinz-von-Asturien-Stiftung und der Meadowmount School of Music in New York.

## Kritik
Nordamerikanische und europäische Kritiker bezeichnen ihn als brillanten Musiker. In seiner Heimat Spanien wird er in verschiedenen Musikzeitschriften wie z. B. Melómano, Ritmo, Opus Música und Opéra Actual – hochgeschätzt. Bereits im Alter von 14 Jahren wurde er in das Goldene Buch der Spanischen Musik aufgenommen.

### Debüt in der Carnegie Hall
Dem Violinisten und Komponisten Paco Montalvo ist ein wichtiger Meilenstein gelungen, als er am 24. April 2011 in der Carnegie Hall in New York mit nur 18 Jahren sein Debüt gab. Er wurde vom New England Symphony Orchestra begleitet, das von dem britischen Komponisten John Rutter dirigiert wurde. Montalvo spielte das Violinkonzert Nr. 1 von Paganini. Seine technische Meisterschaft auf der Violine und seine interpretatorische Reife wurden von amerikanischen Kritikern herausgestellt, die Montalvo als „brillanten Musiker“ bezeichnete und berichteten, dass „seine Soli beim New Yorker Publikum nachhallten“. Er wurde mit einer Standing Ovation belohnt. Er ist der erste Solist, der in so jungen Jahren sein Debüt auf der Perelman Stage des Stern Auditoriums gab. Es war eine legendäre Aufführung eines der größten Werke des Repertoires für Violine.